# یواس‌اس اشویل (پی‌جی-۲۱)
یواس‌اس اشویل (پی‌جی-۲۱) (به انگلیسی: USS Asheville (PG-21)) یک کشتی بود که طول آن ۲۴۱ فوت ۲ اینچ (۷۳٫۵۱ متر) بود. این کشتی در سال ۱۹۱۸ ساخته شد.